# Na Popovickém kopci
Na Popovickém kopci je přírodní památka poblíž města Přerov v okrese Přerov. Oblast spravuje Agentura ochrany přírody a krajiny ČR. Důvodem ochrany je ostrůvek stepní květeny.